# Volkskongress der Stadt Chongqing

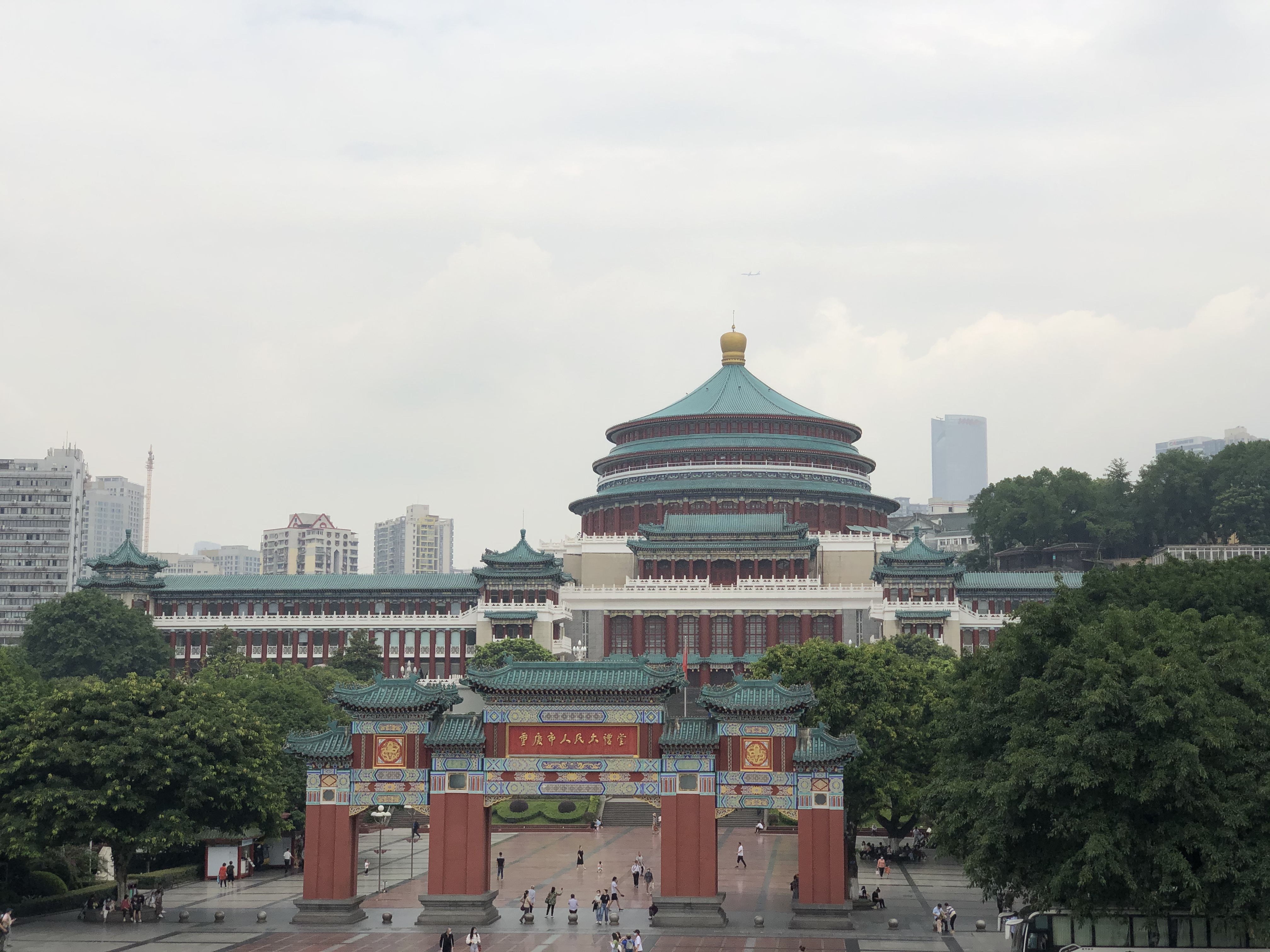
Große Halle des Volkes

Der Städtische Volkskongress von Chongqing ist die lokale Legislative der Stadt Chongqing in China. Er wird alle fünf Jahre gewählt und tagt mindestens einmal jährlich in der Großen Halle des Volkes. Bei Bedarf kann auf Antrag von mehr als einem Fünftel der Abgeordneten eine zusätzliche Sitzung einberufen werden.

## Befugnisse und Pflichten
Die Hauptaufgaben umfassen die Gewährleistung und Umsetzung der Verfassung, Gesetze und Verwaltungsvorschriften, die Überprüfung und Genehmigung nationaler Pläne und Haushalte, die Entscheidung über wichtige Fragen in verschiedenen Bereichen, die Durchführung von Wahlen für verschiedene Positionen, die Anhörung und Prüfung von Arbeitsberichten, die Änderung oder Aufhebung unangemessener Beschlüsse und Anordnungen, der Schutz des Eigentums und der Rechte der Bürger sowie der Schutz der Rechte von ethnischen Minderheiten und die Gleichberechtigung von Männern und Frauen.

## Direktoren
Wang Yunlong war Direktor von 1997 bis 2002, gefolgt von Huang Zhendong, der von 2003 bis 2007 die Position innehatte. Chen Guangguo übernahm dann von 2008 bis 2012 die Direktion. Seit 2013 ist Zhang Xuan der Direktor und hat die Position bis heute inne.